# Colonia Ettore Motta

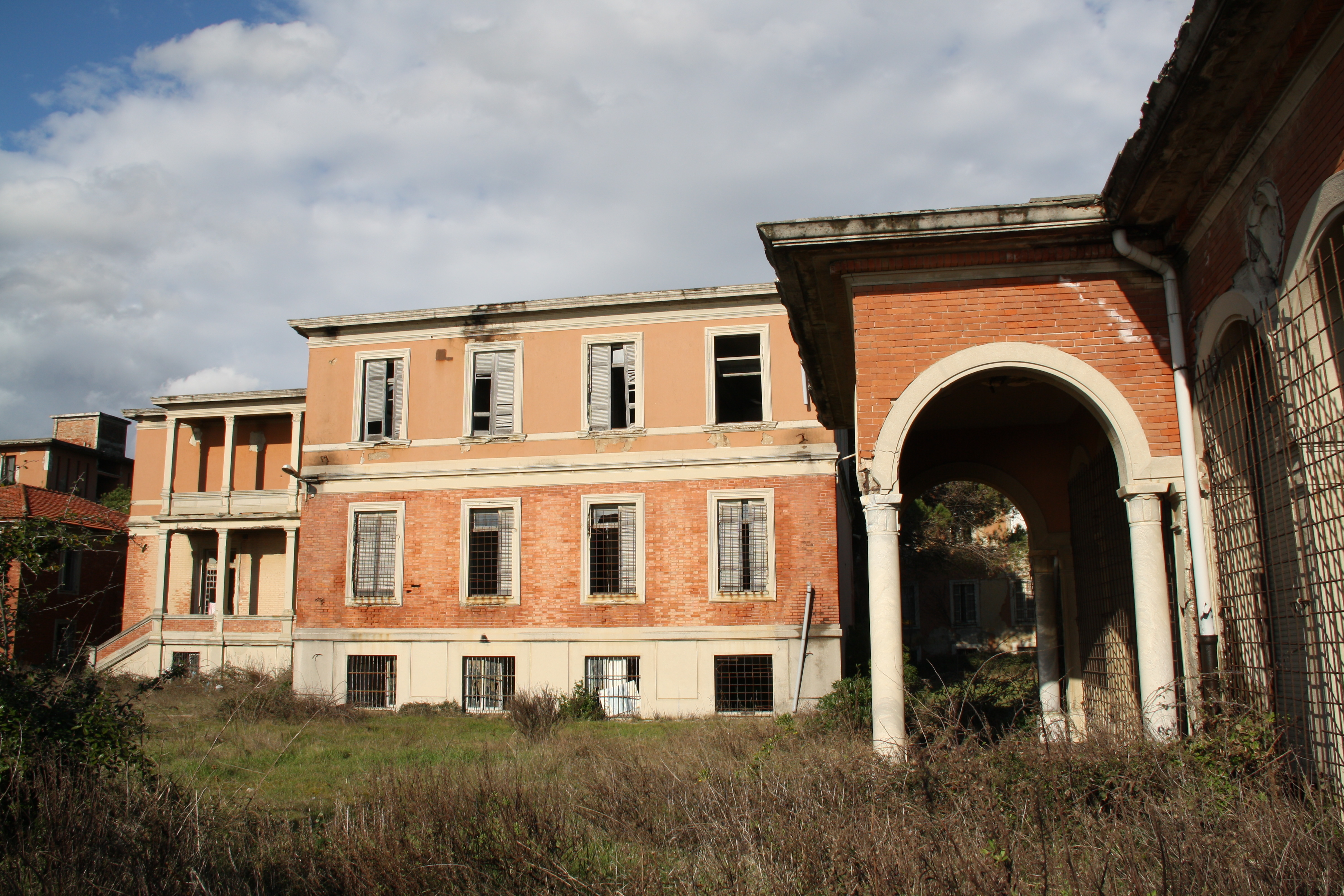
Particolare della mensa in primo piano, sullo sfondo edificio probabilmente adibito ad alloggi per il personale

La Colonia Ettore Motta, costruita nel 1926 a Marina di Massa su una superficie di 35mila m² (di cui 7.200 coperti) e terminata nel 1937, è dedicata al defunto figlio dell'imprenditore Giacinto Motta, a capo del Gruppo Montedison. Durante la guerra fu ospedale militare della Regia Marina. Nel dopoguerra viene immortalata da un breve documentario propagandistico di Ermanno Olmi e segue le vicende dell'azienda proprietaria, rimanendo attiva fino agli anni '80. Nel 1991 viene venduta ad una società della vicina Ortonovo, la "Residence Pineta Mare S.r.l." che poco dopo dichiara fallimento. Da allora lo stabile è abbandonato e degradato.
Era dotata di una piscina scoperta di 1040 m², refettorio, sala medica ed una grande centrale termica e si trova immersa in una pineta di grandi dimensioni (15.134 m²): prima della costruzione della limitrofa colonia Torino era quella che occupava un'area maggiore sul litorale apuano. La prima parte edificata, la facciata sul mare, è caratterizzata da una impronta umbertina, con mattoni a vista e bucature decorate da profili classicheggianti, oltre a coppie di paraste binate che mimano un'altana. Gli ampliamenti sul retro invece sono privi di qualsiasi decoro ed improntati ad una severa razionalità.